# Listă de exploratori
Aceasta este o listă de exploratori.
Cuprins: Început - 0–9 A B C D E F G H I J K L M N O P Q R S T U V W X Y Z

## A
| Nume                    | Naționalitate | Secolul | Zone explorate                |
| ----------------------- | ------------- | ------- | ----------------------------- |
| Antonio de Abreu        | portughez     | XVI     | Indonezia                     |
| Charles Albanel         | francez       | XVII    | Canada                        |
| Afonso de Albuquerque   | portughez     | XVI     | India                         |
| Edwin "Buzz" Aldrin     | american      | XX      | spațiul cosmic, Luna          |
| Pêro de Alenquer        | portughez     | XV      | coasta Africii                |
| Benedict Allen          | englez        | XX-XXI  |                               |
| Diego de Almagro        | spaniol       | XVI     | Peru, Chile                   |
| Francisco de Almeida    | portughez     | XVI     | India                         |
| Pedro de Alvarado       | spaniol       | XVI     | Mexic, Guatemala, Honduras    |
| Francisco Alvarez       | portughez     | XVI     | Etiopia                       |
| Jorge Álvares           | portughez     | XVI     | China                         |
| Roald Amundsen          | norvegian     | XX      | Polul Sud, Antarctica, Canada |
| Fernão Pires de Andrade | portughez     | XVI     | China                         |
| Grigore Antipa          | român         | XIX     | Marea Neagră                  |
| Henryk Arctowski        | polonez       | XX      | Antarctica, America de Sud    |
| Salomon August Andrée   | suedez        | XIX     | Arctica                       |
| Roy Chapman Andrews     | american      | XX      | China, Mongolia               |
| Neil Armstrong          | american      | XX      | spațiul cosmic, Luna          |
| Väinö Auer              | finlandez     | XX      | Țara de Foc, Patagonia        |
| Diogo de Azambuja       | portughez     | XV      | Coasta Africii de vest        |

## B
| Nume                               | Naționalitate   | Secolul | Zone explorate                            |
| ---------------------------------- | --------------- | ------- | ----------------------------------------- |
| George Back                        | englez          | XIX     | Arctica, Canadei                          |
| William Baffin                     | englez          | XVII    | pasajul de nord-vest, Canada              |
| Samuel White Baker                 | englez          | XIX     | Africa                                    |
| Vasco Núñez de Balboa              | spaniol         | XVI     | Panama                                    |
| Pêro de Barcelos                   | portughez       | XV/XVI  | America de Nord                           |
| Willem Barents                     | olandez         | XVI     | pasajul de nord-est, insula Novaia Zemlia |
| Heinrich Barth                     | german          | XIX     | Africa Centrală și de Nord                |
| Robert Bartlett                    | canadian        | XX      | Arctica                                   |
| George Bass                        | australian      | XVIII   | Australia                                 |
| Nicolas Baudin                     | francez         | XVIII   | Australia                                 |
| Fabian Gottlieb von Bellingshausen | rus             | XIX     | Antarctica                                |
| Joseph René Bellot                 | francez         | XIX     | Arctica                                   |
| Móric Beňovský                     | slovac          | XVIII   | nordul Oceanului Pacific                  |
| Vitus Bering                       | danez/rus       | XVIII   | nordul Oceanului Pacific                  |
| Vittorio Bottego                   | italian         | XIX     | Somalia                                   |
| Pierre Savorgan de Brazza          | Italian/francez | XIX     | Congo                                     |
| Brendan                            | irlandez        | VI      | Oceanul Atlantic                          |
| James Bruce                        | scoțian         | XVIII   | Algeria, Orientul Apropiat, Egipt         |
| William S. Bruce                   | scoțian         | XX      | Antarctica                                |
| Lafayette Bunnell                  | american        | XIX     | Valea Yosemite                            |
| Richard Francis Burton             | englez          | XIX     | Africa centrală                           |
| Richard E. Byrd                    | american        | XX      | Polul Nord, Antarctica                    |

## C
| Nume                               | Naționalitate             | Secolul  | Zone explorate                                                     |
| ---------------------------------- | ------------------------- | -------- | ------------------------------------------------------------------ |
| John Cabot                         | italian/englez            | XV       | America de nord (Canada)                                           |
| Pedro Álvares Cabral               | portughez                 | XV/XVI   | Brazilia, Madagascar                                               |
| João Rodrigues Cabrilho            | portughez                 | XVI      | California                                                         |
| Alvise Cadamosto                   | italian                   | XV       | insulele Capului Verde                                             |
| Alvaro Caminha                     | portughez                 | XV       | insulele São Tomé și Príncipe                                      |
| Pêro Vaz de Caminha                | portughez                 | XV       | Brazilia                                                           |
| Diogo Cão                          | portughez                 | XV       | coasta occidentală a Africii (inclusiv râul Congo)                 |
| Jan Carstensz                      | olandez                   | XVII     | coasta Noii Guinee, golful Carpentaria                             |
| Jacques Cartier                    | francez                   | XVI      | America de nord, râul Sf. Laurențiu                                |
| René-Robert Cavelier               | francez                   | XVII     | golful fluviului Mississippi                                       |
| Thomas Cavendish                   | englez                    | XVI      | Virginia, coasta pacifică a Americii Centrale și a Americii de Sud |
| Samuel de Champlain                | francez                   | XVI/XVII | Quebec, Marile Lacuri                                              |
| Hugh Clapperton                    | scoțian                   | XIX      | Africa occidentală și centrală                                     |
| William Clark                      | american                  | XIX      | vestul Statelor Unite                                              |
| Gonçalo Coelho                     | portughez                 | XVI/XVII | coasta Americii de Sud                                             |
| Nicolau Coelho                     | portughez                 | XV       | Brazilia                                                           |
| Cristofor Columb                   | italian (genovez)/spaniol | XV/XVI   | Caraibe, America Centrală                                          |
| Niccolò Da Conti                   | italian                   | XV       | India, Asia de sud-est                                             |
| Frederick Cook                     | american                  | XIX/XX   | Arctica                                                            |
| James Cook                         | englez                    | XVIII    | Australasia, Oceania                                               |
| Francisco Vasquez de Coronado      | spaniol                   | XVI      | New Mexico                                                         |
| João, Gaspar and Miguel Corte-Real | portughez                 | XV/XVI   | Newfoundland                                                       |
| Hernán Cortés                      | spaniol                   | XVI      | Mexic                                                              |
| Juan de la Cosa                    | spaniol                   | XV/XVI   | Caraibe, America de Sud                                            |
| Thomas Coulter                     | irlandez                  | XIX      | Mexic, California                                                  |
| Jacques-Yves Cousteau              | francez                   | XX       | Oceanul planetar                                                   |
| Pero da Covilhã                    | portughez                 | XV/XVI   | Ethiopia                                                           |
| Tristão da Cunha                   | portughez                 | XVI      | insulele Tristan da Cunha                                          |

## D
| Nume                            | Naționalitate | Secolul | Zone explorate                      |
| ------------------------------- | ------------- | ------- | ----------------------------------- |
| Alexandra David-Néel            | francez       | XX      | Tibet                               |
| Jean-François-Marie de Surville | francez       | XVIII   | Noua Zeelandă                       |
| Semyon Dezhnev                  | rus           | XVII    | zona și insulele din Marea Bering   |
| Bartolomeu și Pêro Dias         | portughez     | XV      | Capul Bunei Speranțe, Africa        |
| Dinis Dias                      | portughez     | XV      | insulele Capului Verde, Africa      |
| Diogo Dias                      | portughezi    | XV      | insulele Capului Verde, Brazilia    |
| Bernal Díaz del Castillo        | spaniol       | XVI     | Mexic                               |
| David Douglas                   | scoțian       | XIX     | nord-vestul Oceanului Pacific       |
| Sir Francis Drake               | englez        | XVI     | înconjurul lumii                    |
| Marc-Joseph Marion du Fresne    | francez       | XVIII   | Australasia, sudul Oceanului Indian |
| Jules Dumont d'Urville          | francez       | XIX     | Australasia, Antarctica             |

## E
| Nume                  | Naționalitate | Secolul | Zone explorate                    |
| --------------------- | ------------- | ------- | --------------------------------- |
| Gil Eanes             | portughez     | XV      | coasta Africii de nord-vest       |
| Juan Sebastián Elcano | spaniol       | XV      | înconjurul lumii                  |
| Erik cel Roșu         | viking        | X       | Groenlanda                        |
| Leif Eriksson         | viking        | X       | Vinland, Labrador, (Newfoundland) |
| Pero Escobar          | portughez     | XV      | insulele São Tomé și Príncipe     |
| George Everest        | galez         | XIX     | India                             |

## F
| Nume                | Naționalitate | Secolul   | Zone explorate               |
| ------------------- | ------------- | --------- | ---------------------------- |
| Edmund Fanning      | american      | XVIII/XIX | Oceania                      |
| Sir Ranulph Fiennes | englez        | XX        | Arctica, Antarctica          |
| António Fernandes   | portughez     | XV        | coasta Africii de vest       |
| Baltazar Fernandes  | portughez     | XVII      | Brazilia                     |
| Duarte Fernandes    | portughez     | XVI       | Thailanda                    |
| Matthew Flinders    | englez        | XVIII/XIX | Australia, Tasmania          |
| Alexander Forbes    | scoțian       | XIX       | California                   |
| John Franklin       | englez        | XIX       | pasajul de nord-vest, Canada |
| John C. Frémont     | american      | XIX       | Oregon, Sierra Nevada        |
| Louis de Freycinet  | francez       | XIX       | Australia de vest, Oceania   |

## G
| Nume                        | Naționalitate      | Secolul | Zone explorate             |
| --------------------------- | ------------------ | ------- | -------------------------- |
| Alfons Gabriel              | austriac           | XX      | Iran                       |
| Yuri Gagarin                | rus                | XX      | orbita terestră            |
| Juan Galindo                |                    | XIX     | America centrală, Mexic    |
| Estevão da Gama             | portughez          | XVI     | Oceanul Indian             |
| Paulo da Gama               | portughez          | XV      | India                      |
| Vasco da Gama               | portughez          | XV/XVI  | India, Africa orientală    |
| Thomas Gann                 | irlandez           | XIX/XX  | Mexic                      |
| Francis Garnier             | francez            | XIX     | râul Mekong                |
| Pierre Gaultier de Varennes | francez din Canada | XVIII   | America de nord            |
| Romolo Gessi                | italian            | XIX     | râul Nil, Sudan            |
| Ernest Giles                | australian         | XIX     | Australia centrală         |
| André Gonçalves             | portughez          | XV/XVI  | Brazilia                   |
| Antão Gonçalves             | portughez          | XV      | coasta Africii occidentale |
| Lopes Gonçalves             | portughez          | XV      | Oceanul Atlantic           |
| James Augustus Grant        | scoțian            | XIX     | Africa orientală           |
| João Grego                  | portughez          | XV      | coasta Africii             |
| Juan de Grijalva            | spaniol            | XVI     | Mexic, Nicaragua           |

## H
| Nume                       | Naționalitate   | Secolul         | Zone explorate                                     |
| -------------------------- | --------------- | --------------- | -------------------------------------------------- |
| Hanno                      | cartaginez      | VI î. Hr.       | coasta Africii occidentale                         |
| Hannu                      | egiptean        | (c.2750 î. Hr.) | Africa orientală                                   |
| Dirk Hartog                | olandez         | XVII            | coasta Australiei de vest                          |
| Ahmed Hassanein            | egiptean        | XX              | Sahara                                             |
| Ferdinand Vandeveer Hayden | american        | XIX             | Munții Stâncoși, vestul Statelor Unite             |
| Sven Hedin                 | suedez          | XIX/XX          | Asia centrală                                      |
| Louis Hennepin             | belgian/francez | XVII            | America de nord                                    |
| William Lewis Herndon      | american        | XIX             | valea Amazonului                                   |
| Bjarni Herjulfsson         | viking          | X               | America de nord                                    |
| Thor Heyerdahl             | norvegian       | XX              | oceanele lumii                                     |
| Sir Edmund Hillary         | neozeelandez    | XX              | Everest, Antarctica                                |
| Himilco                    | cartaginez      | VI î. Hr.       | coasta de nord-vest a Europei                      |
| Clement Hodgkinson         | englez          | XIX             | New South Wales (Australia)                        |
| Hong Bao                   | chinez          | XV              | insulele Shetland de Sud, Atlanticul de sud        |
| Cornelis de Houtman        | olandez         | XVI             | Indonezia                                          |
| Frederick de Houtman       | olandez         | XVI/XVII        | coasta Australiei de vest                          |
| William Hovell             | englez          | XIX             | New South Wales (Australia)                        |
| Henry Hudson               | englez          | XVII            | pasajul de nord-vest, râul Hudson și Golful Hudson |
| Alexander von Humboldt     | german          | XIX             | America Latină, Siberia                            |
| Hamilton Hume              | australian      | XIX             | Australia                                          |
| James S. Hutchinson        | american        | XX              | Sierra Nevada                                      |

| Edmund Hillary | neo-zeelandez | XX | Himalaya, Antarctica |

## I
| Nume                              | Naționalitate  | Secolul | Zone explorate                        |
| --------------------------------- | -------------- | ------- | ------------------------------------- |
| Abu Abdullah Muhammad ibn Battuta | arab din Maroc | XIV     | India, China, Asia de sud-est, Africa |
| Ahmad ibn Rustah                  | persan         | X       | Rusia, Scandinavia, Arabia            |
| João Infante                      | portughez      | XV      | coasta Africii                        |
| Helge Ingstad                     | norvegian      | XX      | Newfoundland, Groenlanda, Alaska      |

## K
| Nume                         | Naționalitate       | Secolul | Zone explorate       |
| ---------------------------- | ------------------- | ------- | -------------------- |
| Thorfinn Karlsefni           | islandez            | XI      | Vinland (Labrador)   |
| Johann Karl Ehrenfried Kegel | german              | XIX     | Kamceatka            |
| George Kennan                | american            | XIX/XX  | Rusia                |
| Edmund Kennedy               | britanic/australian | XIX     | Australia            |
| Ferdinand Konščak            | croat               | XVIII   | peninsula California |
| Pyotr Kozlov                 | rus                 | XX      | Mongolia, Tibet      |

## L
| Nume                    | Naționalitate | Secolul   | Zone explorate                    |
| ----------------------- | ------------- | --------- | --------------------------------- |
| Richard Lemon Lander    | britanic      | XIX       | Africa occidentală, râul (Niger   |
| Jean-François de Galaup | francez       | XVIII     | Oceanul Pacific                   |
| João Fernandes Lavrador | portughez     | XV/XVI    | Labrador                          |
| Joseph N. LeConte       | american      | XX        | Sierra Nevada                     |
| Albert von Le Coq       | german        | XIX/XX    | Asia centrală                     |
| John Ledyard            | american      | XVIII     | Australasia, Oceania, Rusia       |
| Miguel López de Legazpi | spaniol       | XVI       | Filipine                          |
| Ludwig Leichhardt       | prusian       | XIX       | Australia                         |
| Gaspar de Lemos         | portughez     | XV        | Brazilia                          |
| Dragutin Lerman         | croat         | XIX/XX    | Congo                             |
| Meriwether Lewis        | american      | XVIII/XIX | vestul Statelor Unite             |
| David Livingstone       | scoțian       | XIX       | Africa de sud și Africa orientală |

## M
| Nume                     | Naționalitate   | Secolul   | Zone explorate                     |
| ------------------------ | --------------- | --------- | ---------------------------------- |
| Alexander Mackenzie      | scoțian         | XVIII/XIX | Canada                             |
| Ferdinand Magellan       | portughez       | XV/XVI    | înconjurul lumii                   |
| Alessandro Malaspina     | italian/spaniol | XVIII/XIX | Oceanul Panific, înconjurul lumii  |
| Teoberto Maler           | german/italian  | XIX       | Mexic                              |
| George Mallory           | englez          | XX        | Everest                            |
| Lancelotto Malocello     | italian         | XIII/XIV  | insulele Canare                    |
| Maria Uca Marinescu      | român           | XX/XXI    | Polul Nord, Polul Sud              |
| Lourenço Marques         | portughez       | XVI       | Mozambic                           |
| Álvaro Martins           | portughez       | XV        | Newfoundland, Capul Bunei Speranțe |
| Pedro Mascarenhas        | portughez       | XVI       | Oceanul Indian                     |
| John Minor Maury         | american        | XIX       | Darién Gap                         |
| Douglas Mawson           | australian      | XX        | Antarctica                         |
| Álvaro de Mendaña        | spaniol         | XVI       | Oceanul Pacific                    |
| Archibald Menzies        | scoțian         | XVIII/XIX | Oceanul Pacific, înconjurul lumii  |
| Nicolae Milescu Spătarul | român           | XVII      | China                              |
| Thomas Mitchell          | scoțian         | XIX       | Australia                          |
| Francisco de Montejo     | spaniol         | XVI       | Yucatan                            |
| John Moresby             | englez          | XIX       | coasta Noii Guinee                 |

## N
| Nume                       | Naționalitate             | Secolul   | Zone explorate                              |
| -------------------------- | ------------------------- | --------- | ------------------------------------------- |
| Fridtjof Nansen            | norvegian                 | XIX/XX    | Arctica                                     |
| Nehsi                      | Egipt                     | XV î. Hr. | Nubia                                       |
| Jean Nicolet               | francez                   | XVII      | America de nord                             |
| Joseph Nicollet            | francez din Statele Unite | XIX       | râurile Mississippi și Missouri             |
| Afanasiy Nikitin           | rus                       | XV        | India                                       |
| António Noli               | portughez                 | XV        | insulele Capului Verde                      |
| Adolf Erik Nordenskiöld    | finlandez/suedez          | XIX       | Arctica                                     |
| Tenzing Norgay             | nepalez                   | XX        | Everest                                     |
| Fernão de Noronha          | portughez                 | XV/XVI    | Oceanul Atlantic                            |
| João da Nova               | portughez                 | XVI       | Oceanul Indian, Oceanul Atlantic            |
| Paulo Dias de Novais       | portughez                 | XVI       | Angola                                      |
| Álvar Núñez Cabeza de Vaca | spaniol                   | XVI       | sud-vestul Statelor Unite, Mexic, Argentina |

## O
| Nume                  | Naționalitate | Secolul | Zone explorate                   |
| --------------------- | ------------- | ------- | -------------------------------- |
| Sebastián de Ocampo   | spaniol       | XVI     | Caraibe, Golful Mexic            |
| Peter Skene Ogden     | canadian      | XIX     | vestul Statelor Unite            |
| Francisco de Orellana | spaniol       | XVI     | America de Sud, valea Amazonului |
| John Oxley            | englez        | XIX     | Australia                        |

## P
| Nume                     | Naționalitate | Secolul   | Zone explorate                                  |
| ------------------------ | ------------- | --------- | ----------------------------------------------- |
| Mungo Park               | scoțian       | XVIII/XIX | Africa occidentală, râul (Niger)                |
| William Parry            | englez        | XVIII     | Arctica                                         |
| Robert Peary             | american      | XIX/XX    | Arctica                                         |
| Paul Pelliot             | francez       | XIX/XX    | Asia centrală                                   |
| Duarte Pacheco Pereira   | portughez     | XV        | Oceanul Atlantic, Brazilia                      |
| Bartolomeu Perestrelo    | portughez     | XV        | insulele Madeira                                |
| Ida Pfeiffer             | austriac      | XVIII/XIX | călătorii pe glob                               |
| Auguste Piccard          | elvețian      | XX        | atmosfera Terrei, fundul oceanului              |
| Jacques Piccard          | elvețian      | XX        | fundul oceanului                                |
| Zebulon Pike             | american      | XIX       | Louisiana                                       |
| Alonso Alvarez de Pineda | spaniol       | XVI       | Golful Mexic                                    |
| Serpa Pinto              | portughez     | XIX       | Africa de sud                                   |
| Fernão Mendes Pinto      | portughez     | XVI       | India, Extremul Orient, Japonia                 |
| Martin Alonzo Pinzón     | spaniol       | XV        | Caraibe                                         |
| Vicente Yáñez Pinzón     | spaniol       | XV/XVI    | Caraibe, Brazilia                               |
| Luís Pires               | portughez     | XV        | Brazilia                                        |
| Francisco Pizarro        | spaniol       | XVI       | Haiti, Panama, Peru                             |
| Fernão do Pó             | portughez     | XV        | coastele Africii occidentale                    |
| Marco Polo               | venețian      | XIII/XIV  | China, Mongolia, Asia de sud-est, India, Persia |
| Peter Pond               | american      | XVIII/XIX | Canada                                          |
| Julius Popper            | român         | XIX       | Țara de Foc                                     |
| Gaspar de Portolà        | spaniol       | XVIII     | California                                      |
| John Wesley Powell       | american      | XIX       | western United States                           |
| Nathaniel Hale Pryor     | american      | XIX       | vestul Statelor Unite                           |
| Nikolai Przhevalsky      | rus           | XIX       | Asia centrală                                   |
| Pytheas                  | grec          | IV î. Hr. | Europa de nord                                  |

## Q
| Nume                      | Naționalitate | Secolul  | Zone explorate |
| ------------------------- | ------------- | -------- | -------------- |
| Pedro Fernández de Quirós | portughez     | XVI/XVII | Oceania        |

## R
| Nume             | Naționalitate | Secolul  | Zone explorate                         |
| ---------------- | ------------- | -------- | -------------------------------------- |
| Emil Racoviță    | român         | XIX/XX   | Antarctica                             |
| John Rae         | scoțian       | XIX      | trecerea de nord-vest, Canada, Arctica |
| Walter Raleigh   | englez        | XVI/XVII | Virginia, râul Orinoco                 |
| Diogo Rodrigues  | portughez     | XVI      | insulele Mascarene                     |
| Cândido Rondon   | brazilian     | XIX/XX   | bazinul Amazonului                     |
| James Clark Ross | scoțian       | XIX      | Arctica, Antarctica                    |

## S
| Nume                      | Naționalitate      | Secolul  | Zone explorate                                                 |
| ------------------------- | ------------------ | -------- | -------------------------------------------------------------- |
| Juan de Salcedo           | spaniol            | XVI      | Filipine                                                       |
| Sándor Kőrösi Csoma       | maghiar            | XIX      | Tibet                                                          |
| João de Santarém          | portughez          | XV       | insulele São Tomé și Príncipe                                  |
| Pedro Sarmiento de Gamboa | spaniol            | XVI      | insulele Solomon                                               |
| Robert Falcon Scott       | englez             | XIX/XX   | Antarctica (Polul Sud)                                         |
| Scylax de Caryanda        | grec               | VI î.Hr. | râul Indus, Oceanul Indian, Marea Roșie                        |
| Tibor Sekelj              | croat              | XX       | Argentina                                                      |
| Mirko și Stjepan Seljan   | croat              | XX       | Ethiopia, America de Sud                                       |
| Ernest Shackleton         | englez-irlandez    | XX       | Antarctica                                                     |
| Eric Shipton              | englez             | XX       | Everest, sudul Patagoniei                                      |
| Diogo Silves              | portughez          | XV       | insulele Azore                                                 |
| Pêro de Sintra            | portughez          | XV       | coasta Africii occidentale, Sierra Leone                       |
| William Smith             | englez             | XIX      | insulele Shetland de sud                                       |
| Hernando de Soto          | spaniol            | XVI      | America Centrală, sudul Statelor Unite                         |
| Martim Afonso de Sousa    | portughez          | XVI      | Brazilia                                                       |
| John Hanning Speke        | englez             | XIX      | Africa orientală                                               |
| William Grant Stairs      | canadian           | XIX      | Africa centrală                                                |
| Henry Morton Stanley      | britanic           | XIX      | Africa orientală                                               |
| Marc Aurel Stein          | maghiar/britanic   | XIX/XX   | Asia centrală                                                  |
| John Lloyd Stephens       | american           | XIX      | Orientul Apropiat, Mesoamerica (rămășițele civilizației (Maya) |
| Storker Storkersen        | norvegian          | XX       | Canada, Arctica                                                |
| Paweł Strzelecki          | polonez/britanic   | XIX      | America, Australia                                             |
| John McDouall Stuart      | scoțian/australian | XIX      | Australia                                                      |
| Charles Sturt             | englez             | XIX      | Australia                                                      |
| Ignacije Szentmartony     | croat              | XVIII    | valea Amazonului                                               |

## T
| Nume                      | Naționalitate | Secolul | Zone explorate                            |
| ------------------------- | ------------- | ------- | ----------------------------------------- |
| Abel Tasman               | olandez       | XVII    | Australasia, Tasmania                     |
| Pedro Teixeira            | portughez     | XVII    | valea Amazonului                          |
| Tristão Vaz Teixeira      | portughez     | XV      | insulele Madeira                          |
| Guðríður Þorbjarnardóttir | islandez      | XI      | America de Nord                           |
| Harold William Tilman     | englez        | XX      | Himalaya, Patagonia                       |
| Yermak Timofeyevich       | rus           | XVI     | Siberia                                   |
| Luis Váez de Torres       | portughez     | XVII    | Australasia                               |
| Nuno Tristão              | portughez     | XV      | coasta Africii occidentale, Guinea-Bissau |

## U
| Nume               | Naționalitate | Secolul | Zone explorate |
| ------------------ | ------------- | ------- | -------------- |
| Andrés de Urdaneta | spaniol       | XVI     | Manila         |

## V
| Nume                        | Naționalitate       | Secolul | Zone explorate                     |
| --------------------------- | ------------------- | ------- | ---------------------------------- |
| Pedro de Valdivia           | spaniol             | XVI     | Peru, Chile                        |
| George Vancouver            | englez              | XVIII   | coasta pacifică a Americii de Nord |
| Pierre Gaultier de Varennes | Canada              | XVIII   | vestul Canadei                     |
| Gonçalo Velho               | portughez           | XV      | insulele Azore                     |
| Giovanni da Verrazzano      | italian/francez     | XVI     | coasta de est a Statelor Unite     |
| Amerigo Vespucci            | italian (florentin) | XV/XVI  | America de Sud, Caraibe            |
| Ruy López de Villalobos     | spaniol             | XVI     | Oceanul Pacific, Filipine          |
| Willem de Vlamingh          | flamand/olandez     | XVII    | coasta de sud-vest a Austrialiei   |

## W
| Nume                  | Naționalitate | Secolul | Zone explorate                        |
| --------------------- | ------------- | ------- | ------------------------------------- |
| Jean-Frédéric Waldeck | francez       | XIX     | America Centrală                      |
| Thomas Walker         | englez        | XVIII   | Munții Allegheny, Platoul Cumberland. |
| Langdon Warner        | american      | XX      | Drumul Mătăsii                        |
| Harry de Windt        | francez       | XIX/XX  | Eurasia                               |

## Y
| Nume                     | Naționalitate | Secolul | Zone explorate |
| ------------------------ | ------------- | ------- | -------------- |
| Sir Francis Younghusband | britanic      | XIX/XX  | Asia centrală  |

## Z
| Nume                 | Naționalitate | Secolul   | Zone explorate                                    |
| -------------------- | ------------- | --------- | ------------------------------------------------- |
| João Gonçalves Zarco | portughez     | XV        | Insulele Madeira                                  |
| Zhang Qian           | chinez        | II î.e.n. | Asia Centrală                                     |
| Zheng He             | chinez        | XV        | Asia de Sud-Est, Orientul Mijlociu, Africa de Est |